# Integrierte Stichwahl

Möglicher Stimmzettel

Die Integrierte Stichwahl, in Englisch Instant-Runoff-Voting oder alternative vote, ist eine Präferenzwahl, also eins der Wahlsysteme, bei denen der Wähler eine Rangfolge der von ihm bevorzugten Kandidaten angeben kann: Er kennzeichnet auf dem Stimmzettel, welchen der Kandidaten er am liebsten im Amt haben möchte, welchen am zweitliebsten – falls der erste nicht gewählt wird – und so weiter. So kann er seine Präferenzen wesentlich genauer zum Ausdruck bringen als bei der klassischen Mehrheitswahl oder bei einer Verhältniswahl mit Sperrklausel.
Bei öffentlichen Wahlen für die Besetzung nur eines Postens gibt es manchmal eine Stichwahl. Den Aufwand des zweiten Wahlgangs kann man durch eine Ersatzstimme beim einzigen Wahlgang einsparen – ein einfacher Sonderfall.
Die Integrierte Stichwahl bezieht sich nur auf Einermandatswahlkreise, die Übertragbare Einzelstimmgebung bezieht sich auf Mehrmandatswahlkreise.

## Das Verfahren
Aus den Rangfolgen in allen Wählerstimmen wird eine einzige Rangfolge als Wahlergebnis ermittelt. Grundgedanke ist eine Wahl mit nachfolgenden Stichwahlen, bei denen in jedem Wahlgang der Bewerber mit den wenigsten Stimmen ausscheidet. Die Anzahl der (hier virtuellen) Wahlgänge ist höchstens gleich der Anzahl der Kandidaten, die nicht gewählt werden.
Wahl und Auszählung laufen wie folgt:
1. Jeder Wähler kann einen Kandidaten auf Platz 1 setzen, einen auf Platz 2 und so weiter. Er weist also keinem, einigen oder allen Kandidaten Positionen in einer Rangordnung zu.
2. – Wenn nur ein Mandat zu vergeben ist und ein Kandidat mehr als die Hälfte der Platz-1-Stimmen hat, ist das Verfahren beendet. (Die Stimmen weiterer Ränge sind dadurch unwirksam.)
– Sonst wird festgestellt, welcher Kandidat die wenigsten Platz-1-Stimmen bekommen hat. Dieser wird aus allen Wahlzetteln gestrichen, und die nachgeordneten Kandidaten rücken auf.
3. Wenn nur noch zwei Kandidaten übrig sind, hat der mit der höheren Stimmenzahl gewonnen. Sonst wird das Verfahren ab Schritt 2 wiederholt.

Daneben gibt es weniger aufwendige Auswertungsverfahren; sie führen bei einem kleinen Teil der Wahlergebnisse zu anderen Sitzzuteilungen.

## Vorteile
Integrierte Stichwahl erlaubt, die erste Stimme auch für praktisch aussichtslose Kandidaten abzugeben und trotzdem bei der Wahl zwischen den aussichtsreichsten mitzuwirken. Manchmal große, manchmal kleine Parteien können von der Wahl mit sofortiger Stichwahl profitieren,
- große, weil aussichtslose Kandidaten ihnen kaum noch Stimmen wegnehmen können (vielleicht dann, wenn mehrere aussichtslose Kandidaten vor einem aussichtsreichen stehen);
- kleine, weil ihre Wähler für ihre Lieblingskandidaten stimmen können und trotzdem, wenn diese Stimme wirkungslos bleibt, bei den großen mitbestimmen.

Integrierte Stichwahl versucht, die Popularität der Kandidaten oder Parteien genauer zu erkunden und zu nutzen als die Mehrheitswahl.

## Anwendung in Deutschland
Eine Integrierte Stichwahl bezogen auf die Erststimme bei der Bundestagswahl wurde in Deutschland im Mai 2022 vorgeschlagen, hier auf zwei Präferenzen begrenzt und „Ersatzstimme“ genannt. 
Eine Integrierte Stichwahl bezogen auf den Rang von Parteien wurde 2013 in Schleswig-Holstein und 2015/16 im Saarland vorgeschlagen. Hier käme die zweite Präferenz zum Tragen, falls die erste Präferenz-Partei an der Sperrklausel scheitert.

## Anwendung in der Welt
Integrierte Stichwahl wird angewendet in Australien, in Irland, bei Präsidentschaftswahlen in Sri Lanka und in der kalifornischen Stadt San Francisco. Im Vereinigten Königreich gilt sie seit 1999 bei Wahlen von erblichen Peers in das House of Lords. Die Idee, das System auch für die Wahlen zum House of Commons einzuführen, scheiterte hingegen in einem am 5. Mai 2011 abgehaltenen Referendum (siehe Wahlrechtsreferendum im Vereinigten Königreich). Im US-Bundesstaat Maine wurde Integrierte Stichwahl nach zwei Referenden in den Jahren 2016 und 2018 erstmals bei den Midterm elections im November 2018 angewandt. Ebenso findet die Integrierte Stichwahl nach einem Referendum seit 2020 Anwendung in Alaska.
Integrierte Stichwahl gewinnt besonders in Ländern und Gebieten an Popularität, in welchen die Politik von einigen wenigen mächtigen Parteien beherrscht wird (siehe Zweiparteiensystem). Es wird in den USA als Alternative zur dortigen Mehrheitswahl diskutiert: Bei den Präsidentschaftswahlen 2000 in Florida (USA) hat die Grüne Partei möglicherweise den Sieg der Demokraten verhindert. Um so etwas möglichst zu verhindern, werden viele Wähler in den USA den Kandidaten derjenigen großen Partei wählen, die ihnen als das kleinere Übel erscheint, und nicht den Kandidaten, mit dem sie sich am stärksten identifizieren. Integrierte Stichwahl macht diese Notlösung unnötig.

## Eigenschaften: Kriterien
In der Sozialwahltheorie gibt es Kriterien zur Beurteilung von Wahlsystemen, die als wünschenswert gelten, allerdings nicht alle gleichzeitig erfüllbar sind. Für die Integrierte Stichwahl gilt Folgendes:
Integrierte Stichwahl erfüllt das Majoritätskriterium, das Condorcet-Verlierer-Kriterium, die Unabhängigkeit von Klon-Alternativen sowie das Later-no-harm-Kriterium.
Integrierte Stichwahl verletzt das Condorcet-Kriterium, die Unabhängigkeit von irrelevanten Alternativen, das Konsistenzkriterium, das Partizipationskriterium, das Monotoniekriterium, das Reversal symmetry-Kriterium sowie das Favorite betrayal-Kriterium.

### Erfüllung des Later-no-harm-Kriteriums
Da die niedrigere Rang-Information eines Wahlzettels nur wirkt, wenn ein Kandidat höheren Ranges ausgeschieden ist, ändert das Ausfüllen von niedrigeren Rängen nicht die Chancen der höheren Ränge. Weder zum Positiven (diese Immunität wird Later-No-Help genannt) noch zum Negativen (diese Immunität wird Later-No-Harm genannt). Daraus folgt, dass es keinen taktischen Vorteil bringt, Konkurrenz übertrieben tief zu platzieren (zu „begraben“), eine Taktik, unter der besonders Rang-Wahl und Borda-Wahl leiden und zu einem gewissen Grad auch Condorcet-Methoden.
Allerdings kann es einen taktischen Vorteil bringen, Konkurrenz übertrieben hoch zu platzieren. Dies ist eine Folge der Verletzung des Monotoniekriteriums.

### Verletzung des Monotoniekriteriums
Wenn ein Wähler einen Kandidaten auf dem Wahlzettel besser platziert, kann das dazu führen, dass er die Wahl nicht gewinnt, während er die Wahl bei einer schlechteren Platzierung gewinnt. Wahlsysteme, bei denen dieses Paradoxon nicht vorkommt, erfüllen das sogenannte Monotonie-Kriterium. Entscheidend für das Auftreten dieses Paradoxons bei Integrierter Stichwahl ist die Tatsache, dass die Reihenfolge der Eliminationen entscheidend ist für den Ausgang der Wahl. Gelingt es, einen nah am eigenen Favoriten gelegenen Kandidaten frühzeitig zu eliminieren, so kann der eigene Favorit in der Regel seine Stimmen übernehmen.
Wieder ein amerikanisches Beispiel zu diesem strategischen Wählen:
Angenommen, ich sei ein Anhänger der Dems. Weiter nehmen wir an, die Greens wären die stärkste „kleinere“ Partei und ihre Wähler haben als Zweitpräferenz die Dems, während die Republikaner die Grünen als Zweitpräferenz haben. Die weiteren Präferenzen sind für das Ergebnis irrelevant und werden in der Tabelle kursiv dargestellt. Irgendwann im Auszählprozedere werden alle Parteien außer den Demokraten, den Republikanern und den Grünen eliminiert.
Wenn die Republikaner die wenigsten 1.-Rang-Stimmen haben, so werden die Kandidaten der Republikaner ausgeschlossen und ihre Stimmen zu den Grünen transferiert. Und so könnten die Grünen die Demokraten schlagen. Als Anhänger der Demokraten müsste ich also dafür sorgen, dass die Republikaner später ausscheiden. Ich müsste meine Stimme den von mir nicht gewollten Republikanern geben, damit die von mir favorisierten Demokraten gewinnen.
Verdeutlichen wir das mit folgendem Zahlenbeispiel. Mit den „ehrlichen“ Werten kommt es zu folgendem Ergebnis:
| 49 % der Bürger Dems | 26 % der Bürger Greens | 25 % der Bürger Republicans |
| -------------------- | ---------------------- | --------------------------- |
| 1. demokratisch      | 1. grün                | 1. republikanisch           |
| 2. republikanisch    | 2. demokratisch        | 2. grün                     |
| 3. grün              | 3. republikanisch      | 3. demokratisch             |
Hier werden als erstes die Republikaner gestrichen. Nun haben die Grünen mehr Stimmen und gewinnen mit 51 % gegenüber 49 %.
Wenn aber stattdessen 2 % der Demokratenwähler den Republikanern ihre Erstpräferenz geben, ergibt sich folgende Tabelle:
| 47 % der Bürger Dems | 2 % der Bürger taktische Dems | 26 % der Bürger Greens | 25 % der Bürger Republicans |
| -------------------- | ----------------------------- | ---------------------- | --------------------------- |
| 1. demokratisch      | 1. republikanisch             | 1. grün                | 1. republikanisch           |
| 2. republikanisch    | 2. demokratisch               | 2. demokratisch        | 2. grün                     |
| 3. grün              | 3. grün                       | 3. republikanisch      | 3. demokratisch             |
Hier werden als erstes die Grünen gestrichen. Das wollte ich eigentlich nicht, aber so kommen die zweiten Stimmen der Grünen-Wähler zum Einsatz und die Demokraten gewinnen die Wahl mit 73 % zu 27 %. Das Ergebnis entspricht also meinem angenommenen Wählerwillen – entgegen dem ersten Szenario. Dafür musste ich meine Stimme aber genau nicht denen geben, die ich bevorzuge.

### Verletzung des Condorcet-Kriteriums
Integrierte Stichwahl verletzt auch das Condorcet-Kriterium, demgemäß ein Condorcet-Sieger die Wahl gewinnen muss, falls ein solcher existiert. Im folgenden Beispiel ist dies nicht gegeben:
| 42 % der Bürger | 26 % der Bürger | 15 % der Bürger | 17 % der Bürger |
| --------------- | --------------- | --------------- | --------------- |
| 1. A            | 1. B            | 1. C            | 1. D            |
| 2. B            | 2. C            | 2. D            | 2. C            |
| 3. C            | 3. D            | 3. B            | 3. B            |
| 4. D            | 4. A            | 4. A            | 4. A            |

B ist Condorcet-Sieger: Mit 68 % gewinnt er seine Zweikämpfe gegen C und D, mit 58 % gegen A.
Mit IRV gewinnt allerdings nicht B die Wahl:
Im ersten Wahlgang wird C mit nur 15 % der Stimmen ausgeschlossen. Im zweiten Wahlgang scheidet B aus, da D nun 32 % der Stimmen auf sich vereint. Im dritten Wahlgang gewinnt D mit 58 % der Stimmen gegen A.

## Beispiel
Nehmen wir an, in einer kleinen Klasse mit 12 Schülern soll der Klassensprecher gewählt werden. Es werden vier Kandidaten nominiert: Alex, Berta, Christoph und Doris. Um Alex gibt es eine Gruppe, die ihn unterstützt, im Rest der Klasse ist er jedoch eher unbeliebt. Jeder Schüler schreibt nun die Anfangsbuchstaben (A, B, C und D) in der Reihenfolge auf einen Zettel, die angibt, wie gut er einen Kandidaten findet. Die Wahl fällt folgendermaßen aus und wird in drei Runden ausgewertet:
| Zettel | 1. Platz | 2. Platz | 3. Platz | 4. Platz |
| ------ | -------- | -------- | -------- | -------- |
| 1      | C        | D        | B        | A        |
| 2      | A        | D        | B        | C        |
| 3      | A        | B        | C        | D        |
| 4      | D        | B        | A        | C        |
| 5      | A        | D        | B        | C        |
| 6      | C        | D        | B        | A        |
| 7      | B        | A        | C        | D        |
| 8      | B        | D        | C        | A        |
| 9      | C        | D        | A        | B        |
| 10     | D        | A        | B        | C        |
| 11     | A        | B        | D        | C        |
| 12     | D        | C        | A        | B        |

„Platz 1“-Stimmen:
| Alex:      | 4 |
| Berta:     | 2 |
| Christoph: | 3 |
| Doris:     | 3 |

Bei einer relativen Mehrheitswahl hätte Alex nun die Wahl gewonnen. Weil Berta am wenigsten Stimmen erhalten hat, wird sie gestrichen und die Zweitstimmen auf die jeweiligen Kandidaten verteilt: Der Wähler mit dem Wahlzettel 7 würde Alex wählen, falls Berta nicht gewählt wird; und der Wahlzettel 8 bevorzugt Doris, falls Berta nicht gewählt wird. So erhalten Alex und Doris je eine Stimme mehr.
| Zettel | 1. Platz | 2. Platz | 3. Platz | 4. Platz |
| ------ | -------- | -------- | -------- | -------- |
| 1      | C        | D        | A        |          |
| 2      | A        | D        | C        |          |
| 3      | A        | C        | D        |          |
| 4      | D        | A        | C        |          |
| 5      | A        | D        | C        |          |
| 6      | C        | D        | A        |          |
| 7      | A        | C        | D        |          |
| 8      | D        | C        | A        |          |
| 9      | C        | D        | A        |          |
| 10     | D        | A        | C        |          |
| 11     | A        | D        | C        |          |
| 12     | D        | C        | A        |          |

„Platz 1“-Stimmen:
| Alex:      | 5 |
| Christoph: | 3 |
| Doris:     | 4 |

Christoph wird also gestrichen und das Verfahren fortgesetzt: Jeder, der gerne Christoph als Sieger gesehen hätte, bevorzugt nun Doris als zweitbeste Klassensprecherin. Doris erhält drei zusätzliche Stimmen.
| Zettel | 1. Platz | 2. Platz | 3. Platz | 4. Platz |
| ------ | -------- | -------- | -------- | -------- |
| 1      | D        | A        |          |          |
| 2      | A        | D        |          |          |
| 3      | A        | D        |          |          |
| 4      | D        | A        |          |          |
| 5      | A        | D        |          |          |
| 6      | D        | A        |          |          |
| 7      | A        | D        |          |          |
| 8      | D        | A        |          |          |
| 9      | D        | A        |          |          |
| 10     | D        | A        |          |          |
| 11     | A        | D        |          |          |
| 12     | D        | A        |          |          |

„Platz 1“-Stimmen:
| Alex:  | 5 |
| Doris: | 7 |

Doris gewinnt die Wahl, weil sie nun die größte Stimmenzahl erhalten hat – obwohl Alex bei den Erststimmen der populärste Kandidat war.